# Aguessac
Aguessac – miejscowość i gmina we Francji, w regionie Oksytania, w departamencie Aveyron. W 2013 roku jej populacja wynosiła 889 mieszkańców. Przez gminę przepływa rzeka Tarn (rzeka). 